# Altopedaliodes
Altopedaliodes is een geslacht van vlinders in de familie Nymphalidae.

## Soorten
- Altopedaliodes cocytia (C. & R. Felder, 1867)
- Altopedaliodes halli Pyrcz, 2004
- Altopedaliodes kruegeri Pyrcz, 1999
- Altopedaliodes kurti Pyrcz & Viloria, 1999
- Altopedaliodes nebris (Thieme, 1905)
- Altopedaliodes pasicles (Hewitson, 1872)
- Altopedaliodes perita (Hewitson, 1868)
- Altopedaliodes reissi (Weymer, 1890)
- Altopedaliodes tena (Hewitson, 1869)
- Altopedaliodes zsolti Pyrcz & Viloria, 1999